# Повені у місті Дніпро
Протягом всієї історії Дніпра місто пережило 9 катастрофічних повеней. Уперше вода накрила Катеринослав у 1789 році. Повінь не була несподіванкою для половчан, бо Дніпро зазвичай навесні виходив з берегів.
Найсильнішими в історії міста стали повені 1820, 1891, 1892, 1907, 1908, 1917, 1931 й 1977 років.
Перші архітектори і будівельники Катеринослава опрацьовували можливі ризики для міста у зв'язку з розгулом водної стихії. Григорій Потьомкін відстоював ідею спорудження міста на високій горі над Дніпром, з міркувань захисту від повеней. А нові мешканці міста не бажали селитися у низинній слободі Половиця.

## «Лінія Старова»

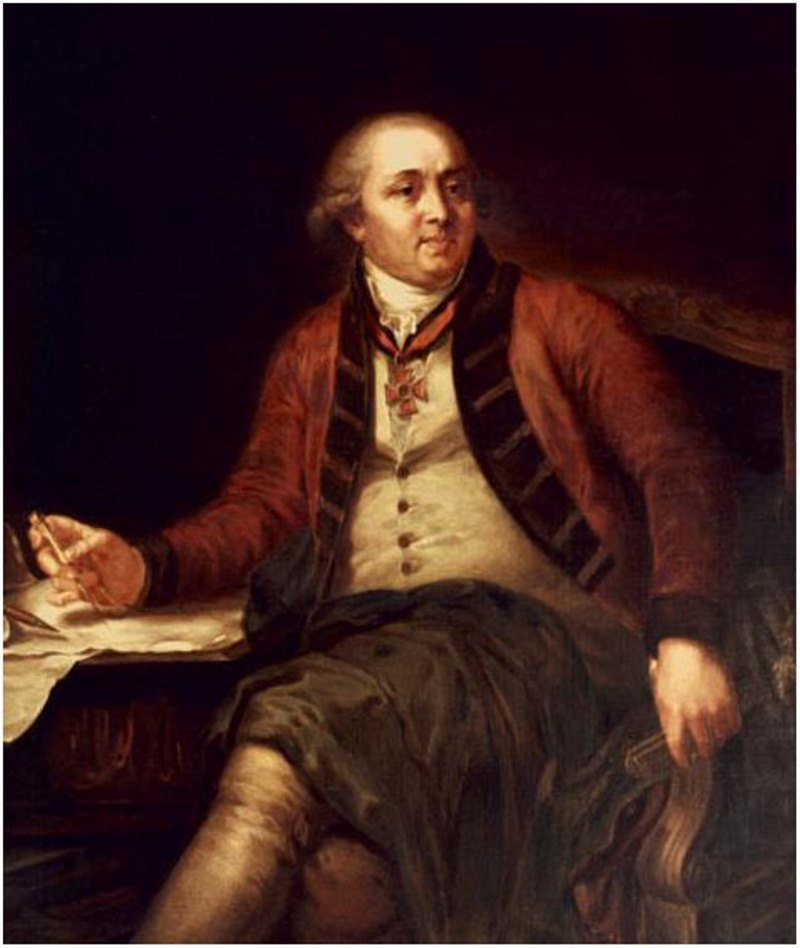
Іван Єгорович Старов

Дніпро у 1789 році вийшов з берегів й затопив ряд міст, в тому числі Кременчук та Катеринослав, що тільки почав будуватися. Особливо постраждав Кременчук, де з 1784 року тимчасово розміщувалися органи управління Катеринославського намісництва. Потьомкін вирішив перевести намісницьку адміністрацію у Катеринослав. 22 травня 1789 році він писав про це Катерині II:
Матінко… Приїхавши у Кременчук, знайшов його весь у воді, після збуття якої сильні будуть хвороби… Печі у всіх будинках розмило, я наказав переходити правлінням у новий Катеринослав. І мешканці усі виходять.
Однак ситуація на місці у Катеринославі була не набагато приємніше. Вода затопила всю низину й поставила під сумнів намір Потьомкіна в перспективі влаштувати міські квартали в цьому районі.
Повінь 1789 року стала «відправною точкою» для архітекторів. На генеральному плані 1792 року архітектор Іван Старов накреслив лінію, що позначає межі розливу Дніпра у 1789 році. Забудова міста між річкою і цією лінією вважалася небезпечною. Лінія Старова приблизно проходила сучасними вулицями Ливарна-Ламана-Князя Володимира Великого й далі у напрямку вулиці Князя Ярослава Мудрого.
Проте під час повеней 1820, 1908, 1917, 1931 років вода підіймалася й вище «лінії Старова», а місцями навіть доходила до кварталів вище проспекту Яворницького.

## Історія повеней

### Повінь у 1890-х роках
У кінці XIX сторіччя Катеринослав пережив розгул водяної стихії причиною якої стали рясні зливи. Зливова каналізація Катеринослава тоді перебувала в зародковому стані.
12 червня 1891 році у місті вибухнула сильна злива, що тривала 2,5 години, що викликала повінь. Аналогічне лихо повторилося у травні 1893 року. У результаті були затоплені всі напівпідвальні поверхи будівель в нижній частині міста. Цілі квартали дерев'яної забудови, заселені бідняками, стали непридатними для житла. У районі площі Героїв Майдану рівень води у червні 1891 року досяг півтора аршина (близько 107 см). Затопило й заснований у 1885 році базар «Озерки». Жертвами повені 1891 року, за офіційними даними, стали 15 осіб.
Влада визнала, що безсила у боротьбі з водною стихією. За ініціативою міського голови Олександра Толстікова, було засновано район Нові Плани на Млинах — південних виселках Половиці, з простим геометричним плануванням, де виділялися ділянки на пільгових умовах. Так з'явилися квартали вище вулиці Свєтлова, між вулицями Виконкомівська й Короленко, до кінця 4-го трамваю. У XIX сторіччі міська влада суттєво не поліпшила міську зливову каналізацію, що продовжувала «бажати кращого».

### Повені початку XX сторіччя
Катеринослав, що інтенсивно розвивався промислово, продовжував страждати від повенів. Проблеми мешканців низинної правобережної частини перемістилися й на ліву сторону, де у цей час формувалися робочі селища Задніпров'я.
Газета «Русское Слово» від 24 квітня 1907 року писала: «Дніпро прорвав Амурську греблю. На лівому березі усе селище Амур із населенням до 10 000 осіб залите водою. Мешканці рятуються у вагонах, що стояли на високому насипу. Сполучення на човнах. Вислана рота солдатів для порятунку людей й охорони майна».
Катастрофічні повені в Катеринославі відбулися у 1907, 1908 й 1917 роках. На збережених фотографіях можна побачити затопленими цілі квартали у центральній частині. У 1917 році, за свідченням у книзі Михайла Шатрова, «майже до проспекту можна було доплисти у плоскодонці».

### Повінь 1931 року
Всього за рік до завершення будівництва Дніпровської гідроелектростанції Дніпропетровськ став епіцентром найбільшої повені. Пік прибуття води припав на 7—10 травня 1931 року. Газета «Зоря» писала 7 травня, що «майже уся берегова смуга, від Широкої [Горького] вулиці до Шевченківського парку залита водою». На деяких ділянках вода доходила до проспекту Карла Маркса. За спогадами краєзнавця Геннадія Гуляєва, у травні 1931 року вода стояла прямо біля входу у будівлю Державного Банку (нині відділення Нацбанку) на розі проспекту Яврпниого та Воскресенської вулиці. На лівому березі найбільш постраждав Амур. На низинному піщаному лівобережжі енергійно заходилися будувати греблі, але це не врятувало ситуацію. На Амурі працювали на облаштування дамби близько 2 тисяч осіб. Вода Дніпра прорвала дамби, заподіявши місту серйозний збиток.

### Повінь 1977 року
У четвер 28 липня 1977 року місто накрила сильна злива, що тривала лише дві години. Цього часу вистачило, щоб повністю затопити нижню частину міста.
Вода тим липневим днем зійшла у більшості районів вже до вечора. І ось тут мешканці зрозуміли, що злива — це ще не найстрашніше, що трапилося. Вулиці перетворилися на місиво: іл лежав упереміш зі сміттям й зірваними асфальтом, й якщо на проспекті Карла Маркса все це неподобство швидко прибрали, то прилеглі вулиці ще довго стояли у багнюці. Але й це було не самим катастрофічним. На дорогах стояли (а подекуди навіть висіли на парканах) автомобілі, що прийшли в непридатність. З підвалів магазинів виносили зіпсовані товари. А кілька одноповерхових будинків в районі сучасного книжкового ринку зруйнувала стихія настільки, що людей довелося відселити.
У загальних рисах повінь 1977 року була тотожна лиху 1891 року. Рівень води в центрі становив до півтора метра. Тут були затоплені всі напівпідвальні приміщення. Десятки вулиць втратили асфальтове покриття. За свідченнями очевидців, в районі площі Героїв Майдану шар бруду становив кілька десятків сантиметрів. Особливо запам'яталася картина перед в'їздом на Центральний міст, де десятки машин були затоплені майже по самісінький дах, — всі вони загрузли у тоннах бруду.
Не вдалося уникнути людських жертв. Згідно з чутками, що циркулюють й до сьогодні, кількох людей затягнуло в каналізаційні люки. На жаль, точні дані невідомі. У місцевій пресі публікували лише репортажі про суботники по прибиранню міста.

## Сучасність
Відтоді вода якщо і поверталася у Дніпро, то не у таких масштабах — води в місті було не вище коліна. Останні такі мініповені були у липні 2010, вересні 2011 та серпні 2012 року.
Місто впродовж своєї історії переживало два типи повеней:
1. викликаними розливом Дніпра,
2. рясними зливами.

Після пуску ДніпроГЕСу повені першого типу місту більше не загрожують. Проте на перший план вийшла техногенна проблема, пов'язана зі здатністю існуючої зливової каналізації справлятися з природними катаклізмами.